# Jacobaea racemosa
Jacobaea racemosa — вид рослин із родини айстрових (Asteraceae).

## Середовище проживання
Зростає у Європі (Україна, Росія) й Азії (Іран, Ірак, Казахстан, Грузія, Вірменія, Азербайджан, Туреччина, Західний Сибір).